# Merionoeda punctatella
Merionoeda punctatella là một loài bọ cánh cứng trong họ Cerambycidae.